# BMW Alpina D3 Bi-Turbo
De Alpina D3 Bi-Turbo is een automodel op basis van de 3-reeks van BMW, gebouwd door de Duitse automobielconstructeur Alpina. De auto wordt aangedreven door de motor uit de BMW 123d, die twee turbo's heeft. De D3 Biturbo is de opvolger van de D3.
De "D" staat voor diesel, er is namelijk ook een benzinevariant, de BMW Alpina B3 Bi-Turbo.
De eerste D3 en D3 Biturbo zijn gebaseerd op de 3-reeks van de E90-generatie.

## Motor
Alpina heeft voor zijn D3 Biturbo gekozen voor de N47 motor van de 123d van BMW. De tweeliter 4-in-lijn motor met biturbo beschikt over 214 pk en bereikt maximaal 5200rpm. De 123d haalt 204 pk. In tegenstelling tot de meeste motoren die Alpina gebruikt, zijn er aan het motorblok zelf geen wijzigingen doorgevoerd. De wijzigingen beperken zich tot de turbos, intercooler, injectoren en het motormanagement. De motor maakt gebruik van Bosch-Common Rail inspuiting onder een druk van 3000 bar. De twee turbo's zijn van verschillende grootte. De kleinere zorgt voor een koppel van 400 Nm bij 1500 toeren per minuut, met een piek van 450 Nm bij 2000rpm tot 2500 rpm (bij de 123d is dit 400Nm bij 2000-2250rpm). De grotere turbo schiet in actie vanaf 3000rpm. Evenals de B3 Bi-Turbo is deze Alpina een van de meer koppelrijke wagens in zijn klasse.

## Versnellingsbak
De D3 is uitgerust met een zestraps automatische versnellingsbak van ZF (Switch-Tronic) of een manuele zestraps versnellingsbak van Getrag. Deze hebben een vergelijkbare spreiding als de Alpina D3, met een piek van 157 kW bij 4100rpm (in tegenstelling tot de D3, die 147 kW haalt bij 4000rpm).

## Prestaties
De D3 Biturbo kan een spurt trekken vanuit stilstand tot 100 km/h in 6,9 seconden en haalt een top van 244 km/h. Qua prestaties plaatst de D3 Biturbo zich tussen de 325d en de 330d van BMW. Deze wagens van BMW beschikken echter over een 6 cilinder motor. De Alpina is een 4-cilinder en hierdoor wel zuiniger dan zijn directe concurrenten.
In vergelijking met de 123d van BMW – waar Alpina zijn motor haalde – is de D3 Biturbo 0,1 seconden sneller van 0 tot 100 km/h en verbruikt hij iets meer.